# Lars Lagerbäck
Lars Edvin Lagerbäck (Katrineholm, 1948. július 16. –) svéd labdarúgóedző, korábbi labdarúgó, jelenleg az norvég labdarúgó-válogatott szövetségi kapitánya.
Edzői pályafutása legismertebb időszaka, amikor Svédország szövetségi kapitánya volt 1998 és 2009 között és ezen időszak alatt öt nagy tornán is részt vett. Ebből az első háromra (2000-es Eb, 2002-es vb, 2004-es Eb) Tommy Söderberggel közösen sikerült kijuttatniuk a válogatottat. A 2006-os vb-n és a 2008-as Eb-n már egyedül irányított.
A 2010-es világbajnokságra Nigéria válogatottját vezette ki.

## Statisztikái szövetségi kapitányként
Legutóbb frissítve: 2020. szeptember 4-én
| Svédország     | svéd           | 2000           | 2009           | 131 | 57 | 40 | 34 | 43.51 |
| Nigéria        | Nigéria        | 2010           | 2010           | 7   | 2  | 3  | 2  | 28.57 |
| Izland         | izland         | 2011           | 2016           | 52  | 21 | 10 | 21 | 40.38 |
| Norvégia       | norvég         | 2017           | jelenlegi      | 31  | 16 | 8  | 7  | 51.61 |
| Teljes karrier | Teljes karrier | Teljes karrier | Teljes karrier | 220 | 96 | 61 | 74 | 43.64 |